# 沙霍韦市镇
沙霍韦乡级市镇（烏克蘭語：Шахівська сільська громада），是乌克兰顿涅茨克州波克羅夫斯克區的一个市镇，行政中心为沙霍韦村。市镇面积为231.76平方公里，人口数量为2,909人（2018年）。

## 居民点
该市镇包括20个村和两个乡村居民点。